# Equipo de Respuesta Inmediata en Emergencias
El Equipo de Respuesta Inmediata en Emergencias (ERIE), es una agrupación de voluntarios de la Cruz Roja Española (CRE) dedicada, equipada y formada para actuar en caso de emergencia en cualquier punto de la geografía nacional o internacional. Son un modelo de respuesta, como parte de la estrategia de "responder a la evolución de las situaciones de vulnerabilidad en la sociedad", diseñado para atender necesidades de las víctimas mediante la ejecución de tareas necesarias y adecuadas a estas necesidades; se activan en menos de 12 horas desde que se convocan; para respuestas más rápidas (menos de 1 hora) con la calidad y seguridad necesarias, Cruz Roja Española estableció en 2019 los Equipos de Respuesta Básica de Emergencias (ERBE), con una experiencia piloto exitosa en Castilla y León, que ahora se está implementando en otras comunidades autónomas. También se cuenta con los Equipos de Respuesta de Emergencias (ERU); diseñados para ser desplegados a otros países por hasta cuatro meses, generalmente en cooperación con la Cruz Roja de otros países, bajo la coordinación del Comité Internacional de la Cruz Roja.   
Los ERIE se activan según  el Plan de Intervención en Socorros y Emergencias de la CRE en caso de ocurrir desastres originados por causas: naturales, tecnológicos, conflictos bélicos o sociales. Algunos ejemplos son: situaciones de peligro en lugares públicos, situaciones asociadas a la acción terrorista, así como accidentes en el transporte de viajeros por vía aérea, terrestre y marítima, fenómenos naturales extraordinarios, etc.

## Objetivos
Los principales pilares de actuación de los ERIE son:
- Dar una asistencia especializada y adecuada a las necesidades de las víctimas.
- Favorecer el respaldo de un territorio a otro para la intervención en Emergencias
- Integrar las actividades de Socorros y Emergencias de Cruz Roja en el Sistema Público de Protección Civil

## Tipos
Las respuestas especializadas de los ERIES, en términos de competencia en la tarea, son:
- Asistencia Sanitaria y Clasificación de Víctimas.
- Intervención Psicosocial.
- Albergue Provisional.
- Comunicaciones y Coordinación.
- Búsqueda y Salvamento en el medio acuático.
- Búsqueda y Salvamento en el medio terrestre.
- Asistencia Humanitaria a Inmigrantes.

### ERIE de Asistencia Sanitaria y Clasificación de Víctimas
El ERIE de asistencia sanitaria y clasificación de víctimas está definidos para intervenir en el ámbito de todo el territorio nacional, con los siguientes perfiles de actividad: asistencia in situ, clasificación y evacuación de víctimas. Cuando el número de víctimas supera la disponibilidad inmediata de los recursos sanitarios destinados al atención prehospitalaria en situación de normalidad, es preciso contar con medios que posibiliten las tareas de clasificación, asistencia inmediata, colaboración en la noria de evacuación de ambulancias y la espera hasta contar con un medio de transporte adecuado a las lesiones. 
Por lo que respecta a las tareas para las que están definidos, su ámbito general de trabajo vendrá definido por los siguientes perfiles de actividad: 
- Asistencia in situ: aplicación a las víctimas de todas aquellas medidas de soporte vital básico y/o avanzado que procedan tendentes a mantenerlas en las mejores condiciones de cara a la espera y evacuación posterior a centro asistencial de forma definitiva.
- Clasificación (triaje): cuando se produce una gran cantidad de víctimas que supera la capacidad de los medios dedicados imposibilitando su atención simultánea y su evacuación, es necesario aplicar un método objetivo basado en criterios sanitarios que establezca una escala de prioridades entre ellas.
- Evacuación: medidas de transporte sanitario utilizando los medios más adecuados de los que se encuentren disponibles a las necesidades de las víctimas, estableciendo con ellos norias de evacuación; es decir, sistemas rotatorios que optimicen estos recursos de traslado con el menor coste en tiempo posible.

### ERIE de Intervención Psicosocial
Este subgrupo se especializa en valorar las necesidades psicosociales de los afectados con tal de aliviar el sufrimiento, prevenir la aparición de trastornos psicopatológicos, orientan a los afectados de los diferentes recursos de ayuda para la vuelta a la normalidad lo antes posible e intentan detectar aquellos casos extremos que sean necesarios derivar a la red de salud mental o servicios sociales.
Cada ERIE Psicosocial está formado por un/a responsable del equipo, un/a jefe/a de equipo, un/a psicólogo/a, un/a médico/a o un/a enfermero/a, un/a [trabajador social)/a y un mínimo de diez socorristas de acompañamiento con la correspondiente formación en apoyo psicológico básico, dedicados a proporcionar los Primeros Auxilios Psicológicos y Apoyo Humano a los afectados.

### ERIE de Albergue Provisional
El ERIE de Albergue Provisional tiene por objeto el suministro y distribución de elementos de abrigo, alimentación e higiene así como organizar e instalar áreas de albergue provisional, colaborando con el ERIE de Intervención Psicosocial cuando así se considere oportuno.
La situación de emergencia puede provocar el desplazamiento de la población de sus domicilios e incluso de su localidad. Cuando no es posible la acogida por familiares y/o amigos o el alojamiento en establecimientos hoteleros, es cuando este ERIE es activado.
Una vez que está asegurada la ubicación disponible, en caso necesario, por parte de la administración cumpliendo los requisitos mínimos establecidos, el ERIE de albergue provisional podrá ponerse en funcionamiento dando respuesta al albergue provisional  de hasta 200 personas en interiores y 100 en exteriores, ya que está definido los recursos materiales y humanos necesarios así como los procedimientos de activación y coordinación para el desarrollo de la actividad. 
Los objetivos son:
- Brindar asistencia especializada y adecuada a las necesidades de las víctimas en el ámbito de la logística de emergencias.
- Integrar las actividades de Socorros y Emergencias en el Sistema Público de Protección Civil.
- Realizar el suministro y distribución de elementos de abrigo, alimentación e higiene.
- Organizar áreas de Albergue Provisional en espacios cerrados y/o al aire libre.
- Apoyar a los equipos de respuesta en emergencias en diversos ámbitos logísticos (iluminación, infraestructura, descanso y avituallamiento, entre otros).
- Realizar funciones de apoyo en la limpieza y distribución de víveres en situaciones especiales tales como inundaciones, incendios, nevadas, etc.

### ERIE de Comunicaciones y Coordinación
Apoyada en un material especializado. Su misión principal es la de proveer los medios necesarios para establecer comunicaciones en cualquier área de operaciones en el ámbito de las emergencias, actuando como centro coordinador.
Cada ERIE de Comunicaciones está formado por un/a jefe/a de equipo, uno o dos técnicos especialistas que instalarán los equipos y de dos a seis operadores/as entrenados/as que atenderán las comunicaciones.

 Garantiza por tanto las comunicaciones de los distintos ERIE tanto en la zona de trabajo como con el exterior entre los equipos, sus miembros y con el mando operativo.
Tiene la capacidad de dotar de medios técnicos que favorezcan la coordinación de las intervenciones desplazando para ello un Centro Móvil de Coordinación. Puede instalar y mantener los medios técnicos para establecer las comunicaciones vía radio ( VHF, UHF) y telefónica ( Fija, GSM, Satélite ).

### ERIE de Búsqueda y Salvamento en el Medio Terrestre
Colabora en acciones de localización de personas desaparecidas y/o perdidas, mediante la planificación y ejecución de operaciones de rastreo en medio terrestre (espacios naturales, etc.), así como la prestación del soporte sanitario necesario a las víctimas, utilizando los medios más habituales definidos para este fin, así como otros más específicos como perros.
Presta apoyo en las acciones precisas para disponer a la víctima en condiciones de seguridad y en disposición de proceder a su salvamento en aquellas circunstancias en las que la misma se encuentre en riesgo inminente para su integridad física y que requieran el concurso de técnicas y materiales concretos y definidos para este fin.
Participa en el salvamento de las víctimas, trasportándolas desde el lugar de accidente en las condiciones más seguras y prestando la atención sanitaria precisa hasta el punto adecuado para ser transferida a un medio de evacuación adaptado a las necesidades de las mismas que posibilite su traslado a un centro asistencial.
Está en disposición de intervenir en el ámbito nacional con unos tiempos máximos de activación y movilización de:
Para búsqueda: no superior a 2 horas a partir de la recepción de la demanda.
Para Salvamento: no superior a 1 hora a partir de la recepción de la demanda.

### ERIE de Búsqueda y Salvamento en el Medio Acuático
Participa en la planificación y realización de tareas de Búsqueda y Salvamento y rescate en ríos, pantanos, embalses, lagos, etc., de personas desaparecidas aportando los recursos materiales y humanos necesarios para la intervención en función de la capacidad de respuesta de la ERIE. El ámbito marítimo, trabajan en cooperación con la Sociedad de Salvamento y Seguridad Marítima (SASEMAR)

### ERIE de Asistencia Humanitaria a Inmigrantes
Este subgrupo se especializa en proveer los medios humanos y materiales para ofrecer a los inmigrantes irregulares los cuidados médicos y alimenticios básicos cuando estos llegan a las costas Españolas por medio de "embarcaciones" mal llamadas por la prensa "cayucos", "pateras" o "barcos negreros".
Cada ERIE AHI está formado por un/a jefe de equipo, un/a logista, un/a médico/a y un/a enfermero/a además de una veintena (mínimo) de socorristas, Auxiliares de Transporte Sanitario y voluntarios/as en general.
Este tipo de ERIE está situado principalmente en todo el sur de la península y en las Islas Canarias (1 Equipo en El Hierro, 1 Equipo en La Gomera, 1 Equipo en Tenerife, 1 Equipo en Gran Canaria, 1 Equipo en Lanzarote, 1 Equipo en Fuerteventura), 2 Equipos en Cádiz, 1 Equipo en Cartagena 1 Equipo en Alicante , 1 Equipo en Almería y 1 Equipo en Málaga teniendo unas instalaciones propias en los puertos de Alicante, Almería y Málaga donde se atienden a las embarcaciones llegadas a estas provincias.

## Perros ERIE
Los Equipos de Respuesta Inmediata tienen a disposición un grupo de perros preparados para movilizarse en el supuesto caso de que soliciten sus servicios las diferentes asambleas de la Cruz Roja a todo el territorio estatal y también a petición de otras Instituciones. Los perros son entrenados específicamente para la búsqueda y rastreo de personas en distintos ámbitos, ya sean urbanos, rurales o en condiciones climatológicas adversas, como parajes nevados, usando un polivalente sistema llamado ERCBULI que permite entrenar a cualquier tipo de perro, sea de la raza que sea.